# Supercopa de Moldavia 2021
La Supercopa de Moldavia 2021 (en rumano: Supercupa Moldovei) fue la 12.ª edición del torneo. Se disputó a un único partido el 26 de junio de 2021 en el Stadionul Orășenesc en Bălți.
Esta edición de la Supercopa enfrentó el campeón de Liga de la temporada 2020-21, el Sheriff Tiraspol, y el Sfîntul Gheorghe, campeón de la Copa de Moldavia de la misma temporada.
El Sfîntul Gheorghe se impuso en los penales al Sheriff Tiraspol adjudicándose el título por primera vez.

## Participantes
|  | Sheriff Tiraspol |  |  | Campeón de la Divizia Națională (2020-21) |
|  | Sfîntul Gheorghe |  |  | Campeón de la Copa de Moldavia (2020-21)  |

## Partido
| 26 de junio de 2021 | Sfântul Gheorghe            | 2:2 (0:0) (4:2 p.) | Sheriff Tiraspol                 | Stadionul Orășenesc, Bălți |                            |
| 20:00 (UTC+2)       | Sagna 55' · Litviakov 90+2' | Reporte            | Bizjak 53' (pen.) · Belousov 84' | Árbitro(s): Petru Stoianov | Árbitro(s): Petru Stoianov |

### Campeón
| Campeón Supercopa de Moldavia 2021 |
| ---------------------------------- |
| Sfântul Gheorghe 1.er título       |